# Liste von Persönlichkeiten der Stadt Treuen
Die Liste von Persönlichkeiten der Stadt Treuen enthält Personen, die in der Geschichte der sächsischen Stadt Treuen im Vogtlandkreis eine nachhaltige Rolle gespielt haben. Es handelt sich dabei um Persönlichkeiten, die in Treuen und den heutigen Ortsteilen geboren oder gestorben sind oder hier gewirkt haben.
Für die Persönlichkeiten aus den nach Treuen eingemeindeten Ortschaften siehe auch die entsprechenden Ortsartikel.

## Söhne und Töchter der Stadt
- Moritz Schanz (1853–1922), Kaufmann, Forschungsreisender und Autor
- Richard Winkelmann (* 1869), Pianofortefabrikant[1]
- Roland Abramczyk (1880–1938), Schriftsteller, Lyriker und Lehrer
- Friedrich Jahn (1888–1984), Arzt und Wissenschaftler
- Georg Lenk (1888–1945), Politiker in der Zeit des Nationalsozialismus, Mitglied des Reichstages und NSDAP-Gauwirtschaftsberater, geboren im heutigen Ortsteil Schreiersgrün
- Heinrich Kerpel (1903–1945), Werftarbeiter, Widerstandskämpfer gegen den Nationalsozialismus
- Gerhart Habenicht (1911–2003), Arzt und Politiker (FDP), war Gesundheitssenator in den vom Regierenden Bürgermeister Willy Brandt geführten Berliner Senat
- Manfred Merkel (* 1933), ehemaliger Generalmajor der Nationalen Volksarmee der Deutschen Demokratischen Republik, geboren im heutigen Ortsteil Pfaffengrün
- Klaus Louis Schmidt (* 1936), Mediziner, der sich auf die Fachgebiete Rheumatologie, Physikalische Medizin und Balneologie spezialisierte
- Jürgen Hart (1942–2002), Kabarettist (Sing, mei Sachse, sing)

## Persönlichkeiten, die mit der Stadt in Verbindung stehen
- Adelsgeschlecht von Feilitzsch, von 16. bis zum 19. Jahrhundert Besitzer der Rittergüter Treuen oberen und unteren Teils
- Georg Christoph Piering, Gründer einer Pechsiederei im Jahre 1795, welche bis heute im Ortsteil Eich in Betrieb ist
- Karl Friedrich Adler (1828–1883), Rittergutsbesitzer in Treuen und Politiker, MdL (Königreich Sachsen)
- Hugo Gottfried Opitz (1846–1916), Jurist und konservativer Politiker, MdL (Königreich Sachsen), gestorben in Treuen
- Auguste Lazar (1887–1970), jüdische Dresdner Schriftstellerin, setzte den in Treuen ermordeten Jüdinnen mit ihrem 1963 erschienenen Buch „Die Brücke von Weißensand“ ein literarisches Denkmal
- Stefan Persigehl (* 1962), ehemaliger Fußballspieler, stammt aus dem Nachwuchsbereich der BSG Fortschritt Treuen